# БМР-3
БМР-3 «Корт-Б» — российская бронированная машина разминирования. Разработана 103-м бронетанковым ремонтным заводом на базе ОБТ Т-72А.

## Описание конструкции
Основное предназначение БМР-3 — разведка, преодоление и разминирование как противотанковых, так и противопехотных минных полей. Кроме того служит для перемещения личного состава сапёрных подразделений.

### Вооружение
В качестве основного вооружения на БМР-3 используется 12,7-мм зенитный танковый пулемёт НСВТ.
Дополнительно в комплект поставки входят 5 автоматов Калашникова и 1 сигнальный пистолет.

### Двигатель и трансмиссия
БМР-3 имеет многотопливный двигатель В-46-6, мощность которого составляет 780 л.с. На машине установлены как внутренние топливные баки (общей ёмкостью 595 литров), так и внешние (общей ёмкостью 1045 литров). Двигатель способен работать на следующих видах топлива:
1. Летнее дизельное топливо ДЛ-0,2;
2. Зимнее дизельное топливо ДЗ-0,2;
3. Авиационное топливо ТС-1;
4. Авиационное топливо Т-1;
5. Авиационное топливо Т-2;
6. Бензин марки А-72.

### Ходовая часть
В качестве базы используется шасси основного боевого танка Т-72А.

### Специальное оборудование
При осуществлении разминирования БМР-3 может использовать специальное тралящее оборудование. В качестве трала на БМР-3 используется колейный минный трал КМТ-7. Масса КМТ-7 составляет 7,5 т.
КМТ-7 состоит из цепного устройства, устанавливаемого спереди машины и двух рам с катковыми секциями, на которых имеются резаки с внешней стороны рам. Также имеется приставки для траления противотанковых мин с неконтактным взрывателем, трал противоднищевых мин, а также передатчик помех ПР 377 ИВ.
Кроме минного трала на БМР-3 установлен кран-стрела разборного типа с ручным приводом. Вылет стрелы составляет от 1,2 до 3 метров, максимальная высота подъёма равна 4,2 метрам, а сектор обслуживания по горизонту составляет 230°. В качестве троса используется стальной канат диаметром 11,5 мм.